# Kościół św. Kazimierza w Swobnicy
Kościół św. Kazimierza w Swobnicy – katolicki kościół parafialny zlokalizowany we wsi Swobnica w gminie Banie, w powiecie gryfińskim (województwo zachodniopomorskie).

## Historia i architektura
Datowany na XIII wiek kościół jest orientowaną budowlą salową, wzniesioną z granitowej kostki na planie prostokąta o wymiarach 23 × 9,4 m. Początkowo należał do władających ziemią bańską zakonu templariuszy, po kasacie zakonu w XIV wieku przeszedł na własność joannitów. W bocznych ścianach kościoła zachowały się trzy zamurowane portale zamknięte półokrągłymi łukami, dwa w ścianie południowej i jeden w ścianie północnej.
W 1886 roku budynek kościoła przeszedł gruntowną przebudowę w duchu neogotyckim. Do kościoła dostawiono wówczas czworoboczną, ceglaną wieżę oraz pięcioboczne, ceglane prezbiterium nakryte dachem wielopłaszczyznowym, wymurowano nowe okna i portal od strony zachodniej oraz nowe szczyty. Wnętrze kościoła nakryte jest drewnianym stropem, w oknach znajdują się witraże. Częściowo zachowało się neogotyckie wyposażenie.
Po zakończeniu II wojny światowej kościół został przejęty w 1946 roku przez księży salezjanów. W 2014 roku do kościoła wprowadzono relikwie Jana Pawła II.